# Supercarro

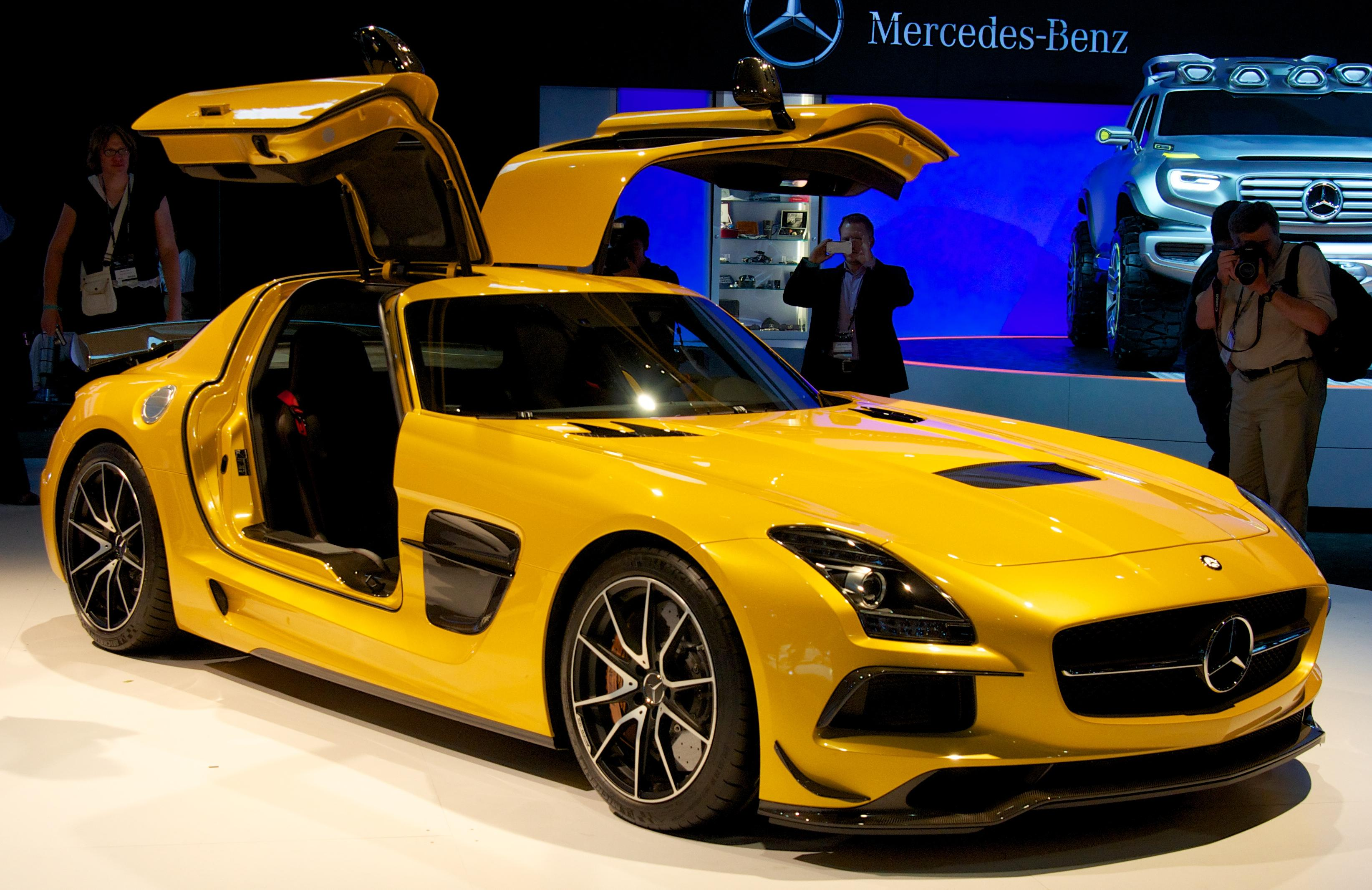
Mercedes-Benz SLS

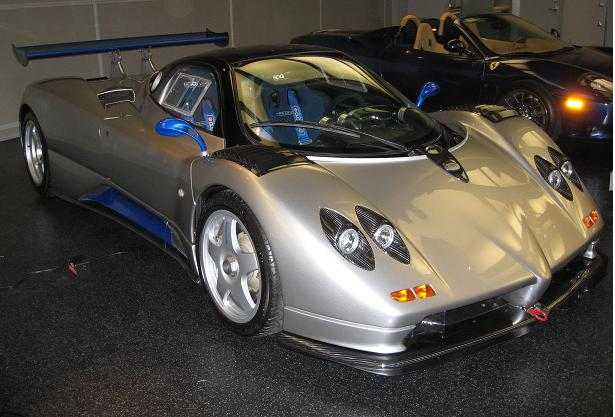
O Pagani Zonda, um supercarro da atualidade

Supercarro, superesportivo(pt-BR) ou superdesportivo(pt-PT?), são os termos utilizados para descrever automóveis cujo desempenho e qualidade são muito superiores em relação ao normal dos automóveis da sua época. O Collins English Dictionary define um supercarro especificamente como "um carro muito caro, rápido e forte".
O desempenho de um supercarro excede frequentemente os níveis dos automóveis de competição desportiva. Costumam utilizar materiais pouco convencionais como fibra de carbono, Kevlar e ligas de alumínio, magnésio, molibdénio ou titânio, para reduzir o peso e obter melhores prestações. Por esta razão costumam ser muito mais dispendiosos que um carro desportivo de altas prestações produzido em massa.
Os superdesportivos são produzidos em muito reduzida quantidade e quase sempre sob encomenda, o que os faz destacar pela exclusividade e luxo. Muitos são fabricados à mão. Há várias marcas de supercarros, como a Pagani, a McLaren ou a Bugatti e que são muito mais raros e caros do que outros veículos que se encontram em circulação, como será o caso da Ferrari, Lamborghini ou Aston Martin.